# Frédéric Veseli
Frédéric Shtjefan Veseli, noto anche come Freddie Veseli (Renens, 20 novembre 1992), è un calciatore svizzero naturalizzato albanese, difensore del Südtirol e della nazionale albanese.

## Biografia
Nato e cresciuto in Svizzera, è di origini kosovare-albanesi.

## Carriera

### Club

#### Empoli
Il 17 agosto 2016 viene acquistato a parametro zero dall'Empoli, con cui firma un contratto biennale, con scadenza il 30 giugno 2018, con opzione per altri 2 anni di contratto. Il 16 ottobre successivo debutta in campionato contro il Genoa, partita terminata sullo 0-0. Dopo una prima stagione da riserva, nelle 3 successive diviene titolare in pianta stabile della difesa empolese fino al gennaio 2020, mese in cui finisce ai margini della rosa per poi venire ceduto al Le Mans.

#### Salernitana
Il 24 agosto 2020 viene acquistato a titolo definitivo dalla Salernitana, con cui firma un contratto biennale fino al 30 giugno 2022. Mette a segno la sua prima rete stagionale il 10 aprile 2021, alla 33ª giornata, in occasione del successo in trasferta dei granata per 0-3 contro la Virtus Entella.

#### Benevento ed esperienze successive
Il 28 agosto 2022 passa al Benevento; in seguito lascia l'Italia e va a giocare dapprima in Turchia al Fatih Karagümrük, poi in Albania all'Egnatia.
Torna in Italia nel gennaio 2025, firmando un contratto annuale col Südtirol, dove ritrova Fabrizio Castori, che l'aveva già allenato ai tempi della Salernitana.

### Nazionale
Il 9 novembre 2015 riceve la sua prima convocazione dalla nazionale albanese per le partite amichevoli contro Kosovo e Georgia del 13 e 16 novembre 2015.
Il 13 novembre dello stesso anno, fa il suo esordio con la nazionale albanese nella partita amichevole contro il Kosovo, subentrando nel secondo tempo, match poi terminato sul 2 a 2.
Viene convocato per gli Europei 2016 in Francia.

## Statistiche

### Presenze e reti nei club
Statistiche aggiornate al 14 maggio 2025.
| Stagione            | Squadra            | Campionato         | Campionato | Campionato | Coppe nazionali | Coppe nazionali | Coppe nazionali | Coppe continentali | Coppe continentali | Coppe continentali | Altre coppe | Altre coppe | Altre coppe | Totale | Totale |
| Stagione            | Squadra            | Comp               | Pres       | Reti       | Comp            | Pres            | Reti            | Comp               | Pres               | Reti               | Comp        | Pres        | Reti        | Pres   | Reti   |
| ------------------- | ------------------ | ------------------ | ---------- | ---------- | --------------- | --------------- | --------------- | ------------------ | ------------------ | ------------------ | ----------- | ----------- | ----------- | ------ | ------ |
| 2013-gen. 2014      | Ipswich Town       | FLC                | 0          | 0          | FACup+CdL       | 0+1             | 0               | -                  | -                  | -                  | -           | -           | -           | 1      | 0      |
| gen.-giu. 2014      | Bury               | FL2                | 18         | 0          | FACup+CdL+FLT   | 0               | 0               | -                  | -                  | -                  | -           | -           | -           | 18     | 0      |
| 2014-2015           | Port Vale          | FL1                | 37         | 1          | FACup+CdL       | 0+1             | 0               | -                  | -                  | -                  | -           | -           | -           | 38     | 1      |
| 2015-2016           | Lugano             | SL                 | 33         | 0          | CS              | 5               | 0               | -                  | -                  | -                  | -           | -           | -           | 38     | 0      |
| 2016-2017           | Empoli             | A                  | 17         | 0          | CI              | 0               | 0               | -                  | -                  | -                  | -           | -           | -           | 17     | 0      |
| 2017-2018           | Empoli             | B                  | 30         | 0          | CI              | 1               | 0               | -                  | -                  | -                  | -           | -           | -           | 31     | 0      |
| 2018-2019           | Empoli             | A                  | 31         | 0          | CI              | 0               | 0               | -                  | -                  | -                  | -           | -           | -           | 31     | 0      |
| 2019-gen. 2020      | Empoli             | B                  | 18         | 0          | CI              | 3               | 0               | -                  | -                  | -                  | -           | -           | -           | 21     | 0      |
| Totale Empoli       | Totale Empoli      | Totale Empoli      | 96         | 0          |                 | 4               | 0               |                    | -                  | -                  |             | -           | -           | 100    | 0      |
| gen.-giu. 2020      | Le Mans            | L2                 | 5          | 0          | CF+CdL          | 0               | 0               | -                  | -                  | -                  | -           | -           | -           | 5      | 0      |
| 2020-2021           | Salernitana        | B                  | 23         | 1          | CI              | 0               | 0               | -                  | -                  | -                  | -           | -           | -           | 23     | 1      |
| 2021-2022           | Salernitana        | A                  | 9          | 0          | CI              | 0               | 0               | -                  | -                  | -                  | -           | -           | -           | 9      | 0      |
| Totale Salernitana  | Totale Salernitana | Totale Salernitana | 32         | 1          |                 | 0               | 0               |                    | -                  | -                  |             | -           | -           | 32     | 1      |
| 2022-2023           | Benevento          | B                  | 21         | 0          | CI              | 0               | 0               | -                  | -                  | -                  | -           | -           | -           | 21     | 0      |
| 2023-2024           | Fatih Karagümrük   | SL                 | 22         | 0          | TK              | 4               | 0               | -                  | -                  | -                  | -           | -           | -           | 26     | 0      |
| ott. 2024-gen. 2025 | Egnatia            | KS                 | 8          | 0          | CA              | 0               | 0               | -                  | -                  | -                  | -           | -           | -           | 8      | 0      |
| gen.-giu. 2025      | Südtirol           | B                  | 16         | 0          | CI              | -               | -               | -                  | -                  | -                  | -           | -           | -           | 16     | 0      |
| Totale carriera     | Totale carriera    | Totale carriera    | 288        | 2          |                 | 15              | 0               |                    | -                  | -                  |             | -           | -           | 303    | 2      |

### Cronologia presenze e reti in nazionale
| Cronologia completa delle presenze e delle reti in nazionale ― Albania | Cronologia completa delle presenze e delle reti in nazionale ― Albania | Cronologia completa delle presenze e delle reti in nazionale ― Albania | Cronologia completa delle presenze e delle reti in nazionale ― Albania | Cronologia completa delle presenze e delle reti in nazionale ― Albania | Cronologia completa delle presenze e delle reti in nazionale ― Albania | Cronologia completa delle presenze e delle reti in nazionale ― Albania | Cronologia completa delle presenze e delle reti in nazionale ― Albania |
| Data                                                                   | Città                                                                  | In casa                                                                | Risultato                                                              | Ospiti                                                                 | Competizione                                                           | Reti                                                                   | Note                                                                   |
| ---------------------------------------------------------------------- | ---------------------------------------------------------------------- | ---------------------------------------------------------------------- | ---------------------------------------------------------------------- | ---------------------------------------------------------------------- | ---------------------------------------------------------------------- | ---------------------------------------------------------------------- | ---------------------------------------------------------------------- |
| 13-11-2015                                                             | Pristina                                                               | Kosovo                                                                 | 2 – 2                                                                  | Albania                                                                | Amichevole                                                             | -                                                                      | 63’                                                                    |
| 16-11-2015                                                             | Tirana                                                                 | Albania                                                                | 2 – 2                                                                  | Georgia                                                                | Amichevole                                                             | -                                                                      |                                                                        |
| 29-3-2016                                                              | Lussemburgo                                                            | Lussemburgo                                                            | 0 – 2                                                                  | Albania                                                                | Amichevole                                                             | -                                                                      |                                                                        |
| 15-6-2016                                                              | Marsiglia                                                              | Francia                                                                | 2 – 0                                                                  | Albania                                                                | Euro 2016 - 1º turno                                                   | -                                                                      | 85’                                                                    |
| 31-8-2016                                                              | Scutari                                                                | Albania                                                                | 0 – 0                                                                  | Marocco                                                                | Amichevole                                                             | -                                                                      | 61’                                                                    |
| 24-3-2017                                                              | Palermo                                                                | Italia                                                                 | 2 – 0                                                                  | Albania                                                                | Qual. Mondiali 2018                                                    | -                                                                      | 79’                                                                    |
| 28-3-2017                                                              | Elbasan                                                                | Albania                                                                | 1 – 2                                                                  | Bosnia ed Erzegovina                                                   | Amichevole                                                             | -                                                                      |                                                                        |
| 11-6-2017                                                              | Haifa                                                                  | Israele                                                                | 0 – 3                                                                  | Albania                                                                | Qual. Mondiali 2018                                                    | -                                                                      | 82’                                                                    |
| 6-10-2017                                                              | Alicante                                                               | Spagna                                                                 | 3 – 0                                                                  | Albania                                                                | Qual. Mondiali 2018                                                    | -                                                                      |                                                                        |
| 9-10-2017                                                              | Scutari                                                                | Albania                                                                | 0 – 1                                                                  | Italia                                                                 | Qual. Mondiali 2018                                                    | -                                                                      |                                                                        |
| 13-11-2017                                                             | Adalia                                                                 | Turchia                                                                | 2 – 3                                                                  | Albania                                                                | Amichevole                                                             | -                                                                      |                                                                        |
| 29-5-2018                                                              | Zurigo                                                                 | Albania                                                                | 0 – 3                                                                  | Kosovo                                                                 | Amichevole                                                             | -                                                                      |                                                                        |
| 3-6-2018                                                               | Évian-les-Bains                                                        | Albania                                                                | 1 – 4                                                                  | Ucraina                                                                | Amichevole                                                             | -                                                                      |                                                                        |
| 7-9-2018                                                               | Elbasan                                                                | Albania                                                                | 1 – 0                                                                  | Israele                                                                | UEFA Nations League 2018-2019 - 1º turno                               | -                                                                      | 84’                                                                    |
| 10-9-2018                                                              | Glasgow                                                                | Scozia                                                                 | 2 – 0                                                                  | Albania                                                                | UEFA Nations League 2018-2019 - 1º turno                               | -                                                                      | 90+1’                                                                  |
| 10-10-2018                                                             | Elbasan                                                                | Albania                                                                | 0 – 0                                                                  | Giordania                                                              | Amichevole                                                             | -                                                                      | 9’                                                                     |
| 17-11-2018                                                             | Scutari                                                                | Albania                                                                | 0 – 4                                                                  | Scozia                                                                 | UEFA Nations League 2018-2019 - 1º turno                               | -                                                                      |                                                                        |
| 20-11-2018                                                             | Elbasan                                                                | Albania                                                                | 1 – 0                                                                  | Galles                                                                 | Amichevole                                                             | -                                                                      |                                                                        |
| 22-3-2019                                                              | Scutari                                                                | Albania                                                                | 0 – 2                                                                  | Turchia                                                                | Qual. Euro 2020                                                        | -                                                                      |                                                                        |
| 8-6-2019                                                               | Reykjavík                                                              | Islanda                                                                | 1 – 0                                                                  | Albania                                                                | Qual. Euro 2020                                                        | -                                                                      | 89’                                                                    |
| 11-6-2019                                                              | Elbasan                                                                | Albania                                                                | 2 – 0                                                                  | Moldavia                                                               | Qual. Euro 2020                                                        | -                                                                      |                                                                        |
| 10-9-2019                                                              | Elbasan                                                                | Albania                                                                | 4 – 2                                                                  | Islanda                                                                | Qual. Euro 2020                                                        | -                                                                      | 66’                                                                    |
| 11-10-2019                                                             | Istanbul                                                               | Turchia                                                                | 1 – 0                                                                  | Albania                                                                | Qual. Euro 2020                                                        | -                                                                      |                                                                        |
| 14-10-2019                                                             | Chișinău                                                               | Moldavia                                                               | 0 – 4                                                                  | Albania                                                                | Qual. Euro 2020                                                        | -                                                                      |                                                                        |
| 14-11-2019                                                             | Elbasan                                                                | Albania                                                                | 2 – 2                                                                  | Andorra                                                                | Qual. Euro 2020                                                        | -                                                                      |                                                                        |
| 17-11-2019                                                             | Tirana                                                                 | Albania                                                                | 0 – 2                                                                  | Francia                                                                | Qual. Euro 2020                                                        | -                                                                      |                                                                        |
| 4-9-2020                                                               | Minsk                                                                  | Bielorussia                                                            | 0 – 2                                                                  | Albania                                                                | UEFA Nations League 2020-2021 - 1º turno                               | -                                                                      |                                                                        |
| 11-10-2020                                                             | Almaty                                                                 | Kazakistan                                                             | 0 – 0                                                                  | Albania                                                                | UEFA Nations League 2020-2021 - 1º turno                               | -                                                                      |                                                                        |
| 14-10-2020                                                             | Vilnius                                                                | Lituania                                                               | 0 – 0                                                                  | Albania                                                                | UEFA Nations League 2020-2021 - 1º turno                               | -                                                                      |                                                                        |
| 11-11-2020                                                             | Elbasan                                                                | Albania                                                                | 2 – 1                                                                  | Kosovo                                                                 | Amichevole                                                             | -                                                                      | 46’                                                                    |
| 15-11-2020                                                             | Tirana                                                                 | Albania                                                                | 3 – 1                                                                  | Kazakistan                                                             | UEFA Nations League 2020-2021 - 1º turno                               | -                                                                      |                                                                        |
| 18-11-2020                                                             | Tirana                                                                 | Albania                                                                | 3 – 2                                                                  | Bielorussia                                                            | UEFA Nations League 2020-2021 - 1º turno                               | -                                                                      |                                                                        |
| 28-3-2021                                                              | Tirana                                                                 | Albania                                                                | 0 – 2                                                                  | Inghilterra                                                            | Qual. Mondiali 2022                                                    | -                                                                      |                                                                        |
| 31-3-2021                                                              | Serravalle                                                             | San Marino                                                             | 0 – 2                                                                  | Albania                                                                | Qual. Mondiali 2022                                                    | -                                                                      |                                                                        |
| 5-6-2021                                                               | Cardiff                                                                | Galles                                                                 | 0 – 0                                                                  | Albania                                                                | Amichevole                                                             | -                                                                      | 46’                                                                    |
| 8-6-2021                                                               | Praga                                                                  | Rep. Ceca                                                              | 3 – 1                                                                  | Albania                                                                | Amichevole                                                             | -                                                                      | 71’                                                                    |
| 9-10-2021                                                              | Budapest                                                               | Ungheria                                                               | 0 – 1                                                                  | Albania                                                                | Qual. Mondiali 2022                                                    | -                                                                      | 30’ 69’                                                                |
| 12-10-2021                                                             | Tirana                                                                 | Albania                                                                | 0 – 1                                                                  | Polonia                                                                | Qual. Mondiali 2022                                                    | -                                                                      |                                                                        |
| 12-11-2021                                                             | Londra                                                                 | Inghilterra                                                            | 5 – 0                                                                  | Albania                                                                | Qual. Mondiali 2022                                                    | -                                                                      |                                                                        |
| 6-6-2022                                                               | Reykjavík                                                              | Islanda                                                                | 1 – 1                                                                  | Albania                                                                | UEFA Nations League 2022-2023 - 1º turno                               | -                                                                      | 82’                                                                    |
| 10-6-2022                                                              | Tirana                                                                 | Albania                                                                | 1 – 2                                                                  | Israele                                                                | UEFA Nations League 2022-2023 - 1º turno                               | -                                                                      | 84’                                                                    |
| 13-6-2022                                                              | Tirana                                                                 | Albania                                                                | 0 – 0                                                                  | Estonia                                                                | Amichevole                                                             | -                                                                      | 46’                                                                    |
| 24-9-2022                                                              | Tel Aviv                                                               | Israele                                                                | 2 – 1                                                                  | Albania                                                                | UEFA Nations League 2022-2023 - 1º turno                               | -                                                                      | 46’                                                                    |
| 27-9-2022                                                              | Tirana                                                                 | Albania                                                                | 1 – 1                                                                  | Islanda                                                                | UEFA Nations League 2022-2023 - 1º turno                               | -                                                                      |                                                                        |
| 17-10-2023                                                             | Tirana                                                                 | Albania                                                                | 2 – 0                                                                  | Bulgaria                                                               | Amichevole                                                             | -                                                                      | 46’                                                                    |
| Totale                                                                 |                                                                        | Presenze (52º posto)                                                   | 45                                                                     |                                                                        | Reti                                                                   | 0                                                                      |                                                                        |

| Cronologia completa delle presenze e delle reti in nazionale ― Svizzera under 21 | Cronologia completa delle presenze e delle reti in nazionale ― Svizzera under 21 | Cronologia completa delle presenze e delle reti in nazionale ― Svizzera under 21 | Cronologia completa delle presenze e delle reti in nazionale ― Svizzera under 21 | Cronologia completa delle presenze e delle reti in nazionale ― Svizzera under 21 | Cronologia completa delle presenze e delle reti in nazionale ― Svizzera under 21 | Cronologia completa delle presenze e delle reti in nazionale ― Svizzera under 21 | Cronologia completa delle presenze e delle reti in nazionale ― Svizzera under 21 |
| Data                                                                             | Città                                                                            | In casa                                                                          | Risultato                                                                        | Ospiti                                                                           | Competizione                                                                     | Reti                                                                             | Note                                                                             |
| -------------------------------------------------------------------------------- | -------------------------------------------------------------------------------- | -------------------------------------------------------------------------------- | -------------------------------------------------------------------------------- | -------------------------------------------------------------------------------- | -------------------------------------------------------------------------------- | -------------------------------------------------------------------------------- | -------------------------------------------------------------------------------- |
| 29-2-2012                                                                        | Vila-real                                                                        | Svizzera under 21                                                                | 1 – 2                                                                            | Austria under 21                                                                 | Amichevole                                                                       | -                                                                                | 46’                                                                              |
| Totale                                                                           |                                                                                  | Presenze                                                                         | 1                                                                                |                                                                                  | Reti                                                                             | 0                                                                                |                                                                                  |

## Palmarès

### Club

#### Competizioni nazionali
- Campionato italiano di Serie B: 1

Empoli: 2017-2018
- Supercoppa d'Albania: 1

Egnatia: 2024
- Campionato albanese: 2

Egnatia: 2023-2024, 2024-2025

### Nazionale
- Campionato mondiale Under-17: 1

Nigeria 2009